# Emtinghausen
Emtinghausen è un comune di 1 520 abitanti della Bassa Sassonia, in Germania.
Appartiene al circondario (Landkreis) di Verden (targa VER) ed è parte della comunità amministrativa (Samtgemeinde) di Thedinghausen.